# Вейно (озеро)
Вейно — озеро в Вязовской и Горожанской волостях Новосокольнического района Псковской области, у границы с Локнянским районом. Расположено на Бежаницкой возвышенности.
Площадь — 2,1 км² (205,7 га; с островами — 209,5 га). Максимальная глубина — 12,6 м, средняя глубина — 6,5 м.
На берегу озера расположены деревни: Шерстиново Вязовской волости и Самохвалово Горожанской волости.
Проточное. Из озера вытекает река Вейна, приток Смердели, которая, в свою очередь, впадает в реку Локня (бассейн реки Ловати.
Тип озера лещово-уклейный с ряпушкой. Массовые виды рыб: лещ, щука, ряпушка, плотва. уклея, окунь, густера, ерш, красноперка, карась, линь, налим, язь, пескарь, бычок-подкаменщик, вьюн, щиповка; широкопалый рак (единично).
Для озера характерны: в литорали — песок, галька, камни, заиленный песок, ил, в центре — ил, заиленный песок, камни, в прибрежье — леса, луга, поля.
Код водного объекта в государственном водном реестре — 01040200311102000023682.